# Åke Stakkestad
Åke Stakkestad, född 4 maj 2002 i Kungälv, är en svensk professionell ishockeyspelare (center) som från och med säsongen 2025/26 spelar för BIK Karlskoga i HockeyAllsvenskan.  Han har tidigare representerat HV71 i SHL och varit en del av Sveriges U20-landslag. 
Hans moderklubb är Kungälvs IK, innan han 2018 flyttade till BIK Karlskogas hockeygymnasium. Under sin första säsong (2018/19) i klubbens juniorlag producerade han 70 poäng på 67 matcher. Året därpå (2019/20) slog han klubbrekord i J18 med hela 112 poäng på 56 matcher, toppade J18 Allsvenskans poängliga och debuterade i klubbens A-lag i HockeyAllsvenskan 
Mellan 2019 och 2022 spelade Stakkestad totalt 89 matcher i HockeyAllsvenskan för BIK Karlskoga. Han togs ut till Sveriges trupp i Junior-VM 2022, där turneringen först avbröts i december 2021 på grund av covid-utbrott bland flera av lagen i Edmonton, Kanada. Turneringen spelades om i augusti 2022, och Åke Stakkestad var med i laget som tog JVM brons. Han noterade 1 mål och 3 assist under turneringen och bar ett “A” på bröstet som assisterande lagkapten.
I mars 2023 skrev Stakkestad på ett tvåårskontrakt med HV71 i SHL. Under sin debutsäsong 2023/24 gjorde han 5 poäng (2 mål, 3 assist). Han blev hjälte i kvalspelet våren 2024, då han gjorde två mål i den sjunde och avgörande matchen mot IK Oskarshamn – en insats som säkrade HV71:s plats i SHL.  Säsongen 2024/25 missade han helt efter en överkroppsskada som krävde operation. 
2025 invaldes Åke Stakkestad i Kungälvs IK Hall of Fame, en hedersutmärkelse som utdelas till spelare som uppnått minst 50 matcher i SHL med Kungälvs IK som moderklubb. Invalet hedrar hans bidrag till föreningens ungdoms- och elitverksamhet.